# Zhongguan (köpinghuvudort i Kina, Zhejiang Sheng, lat 30,65, long 120,18)
Zhongguan är en köpinghuvudort i Kina. Den ligger i provinsen Zhejiang, i den östra delen av landet, omkring 44 kilometer norr om provinshuvudstaden Hangzhou. Antalet invånare är 41 759. Befolkningen består av 20 339 kvinnor och 21 420 män. Barn under 15 år utgör 10,0 %, vuxna 15-64 år 75 %, och äldre över 65 år 13,0 %.
Runt Zhongguan är det tätbefolkat, med 570 invånare per kvadratkilometer. Närmaste större samhälle är Tangqi, 19,0 km söder om Zhongguan. Trakten runt Zhongguan består till största delen av jordbruksmark.
Genomsnittlig årsnederbörd är 1 675 millimeter. Den regnigaste månaden är juni, med i genomsnitt 253 mm nederbörd, och den torraste är november, med 62 mm nederbörd.